# Bazus
Bazus – miejscowość i gmina we Francji, w regionie Oksytania, w departamencie Górna Garonna.
Według danych na rok 1990 gminę zamieszkiwało 437 osób, a gęstość zaludnienia wynosiła 48 osób/km² (wśród 3020 gmin regionu Midi-Pireneje Bazus plasuje się na 640. miejscu pod względem liczby ludności, natomiast pod względem powierzchni na miejscu 1158.).

## zabytki

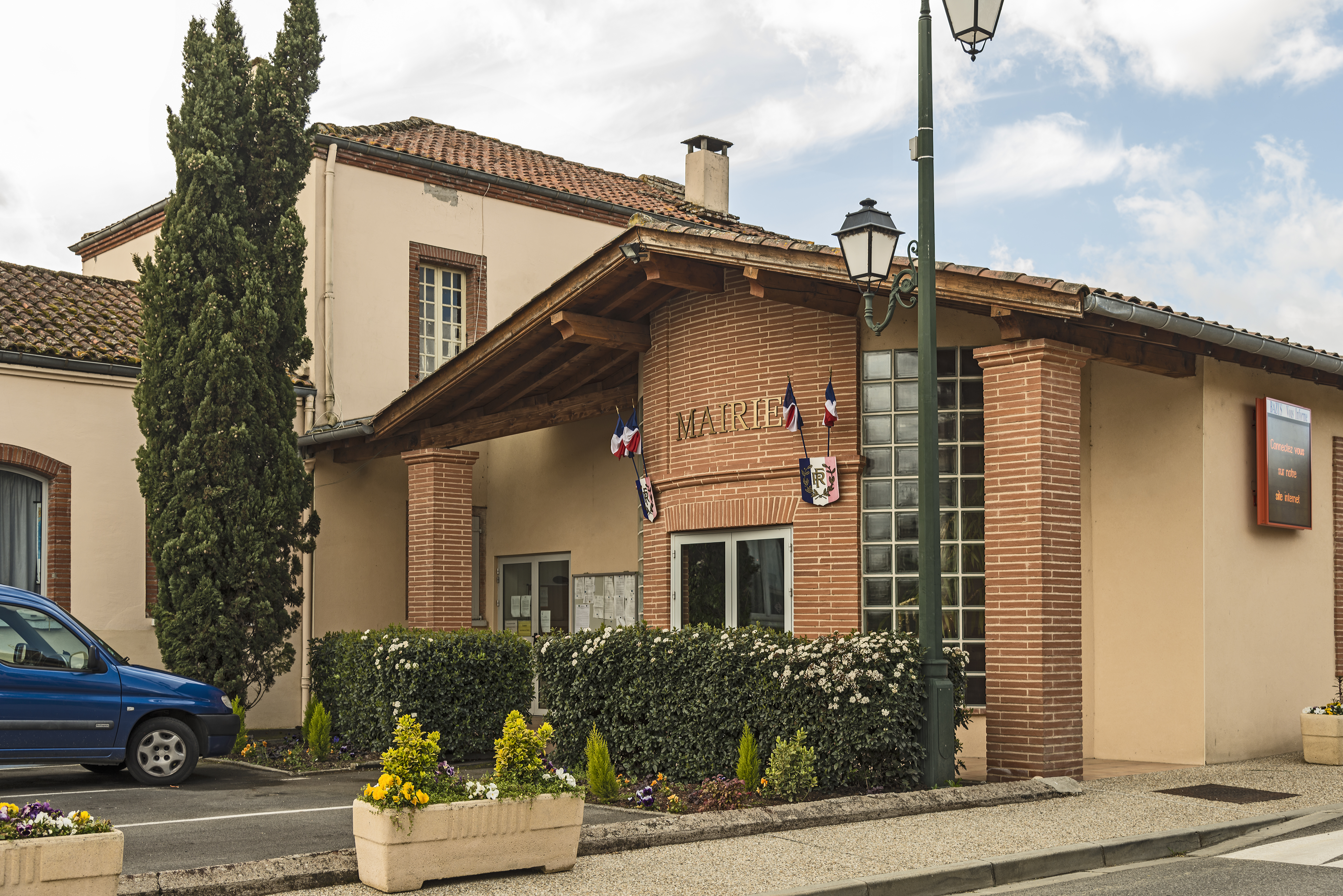
Ratusz;
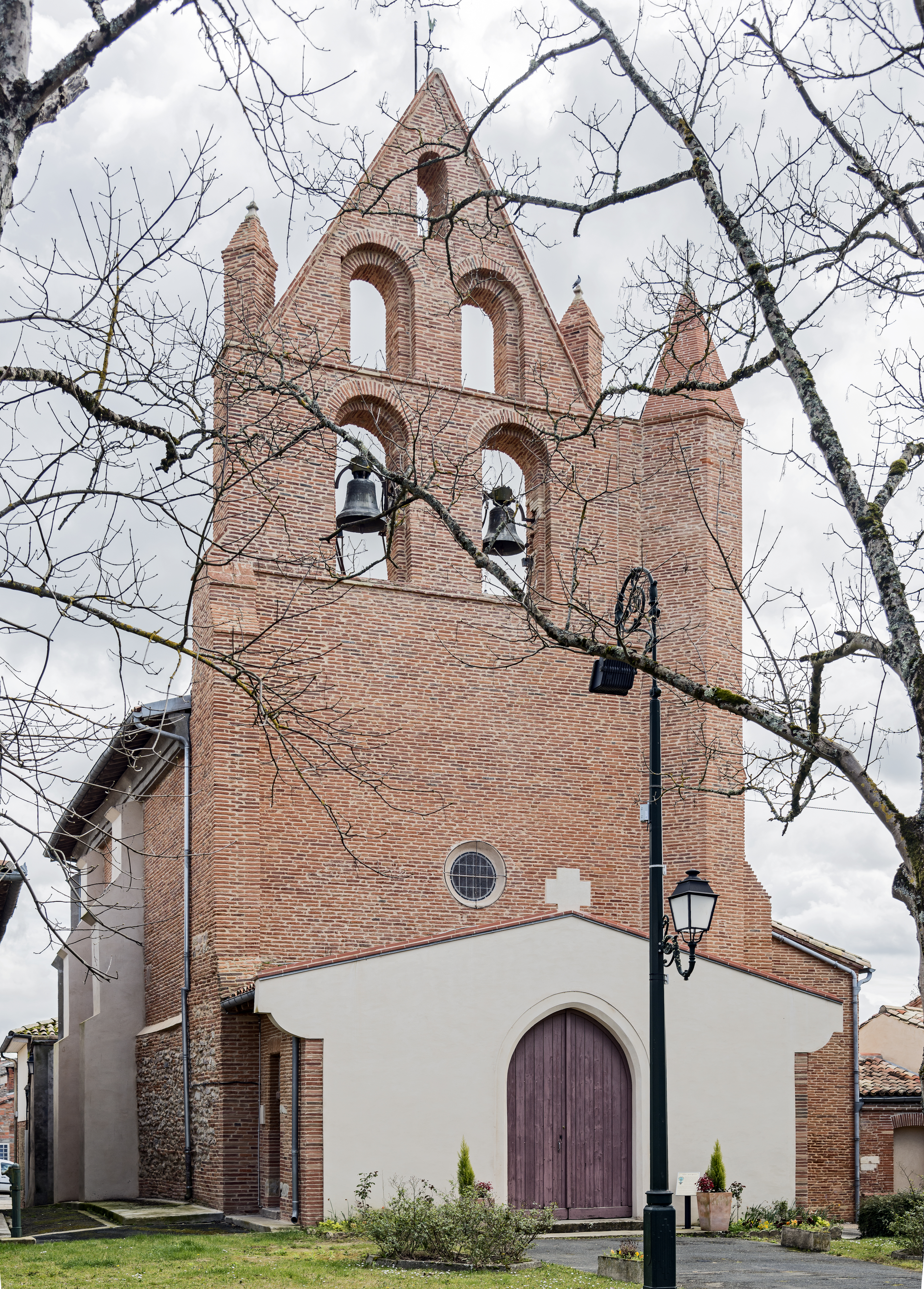
Kościół;
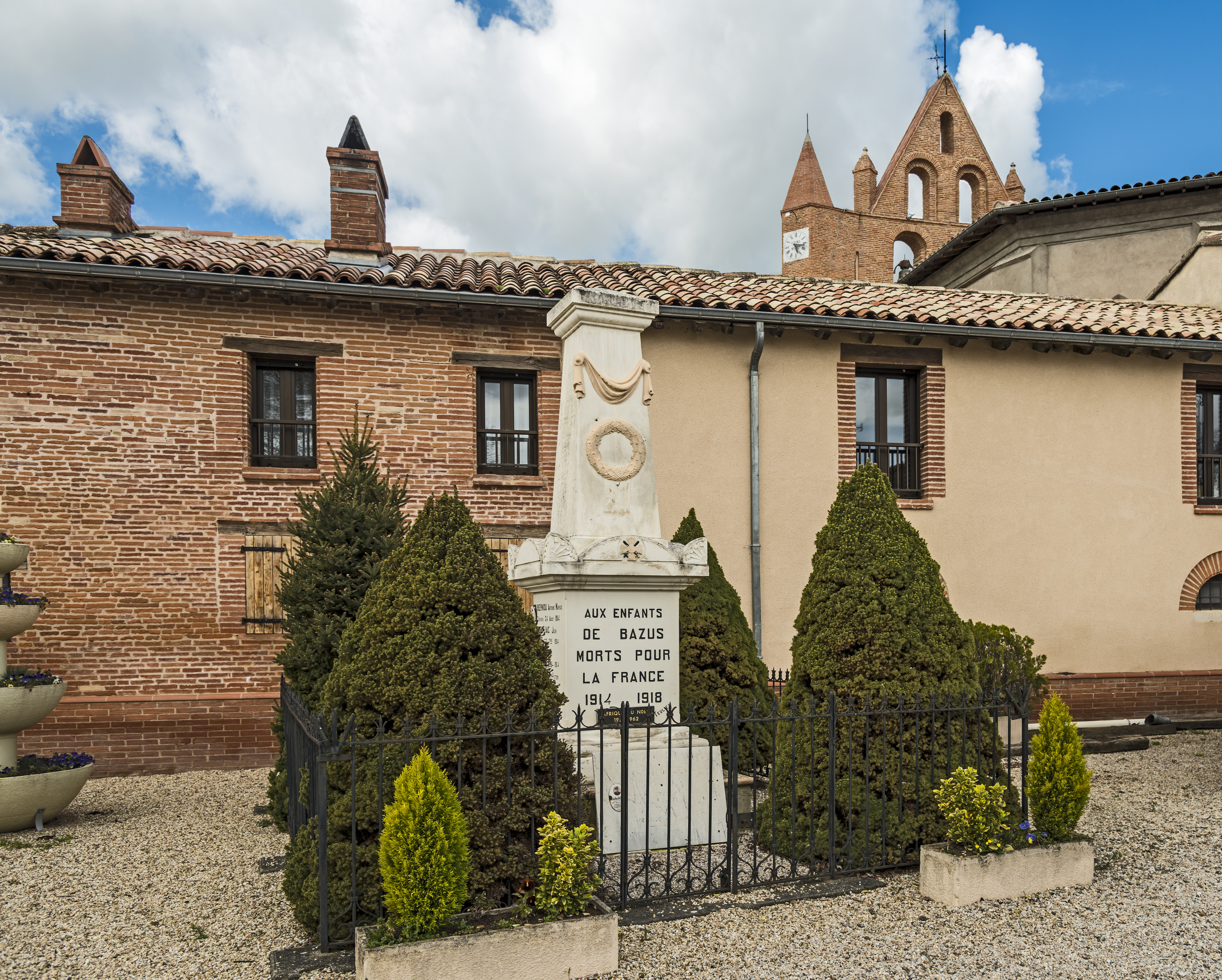
Memoriał wojny;
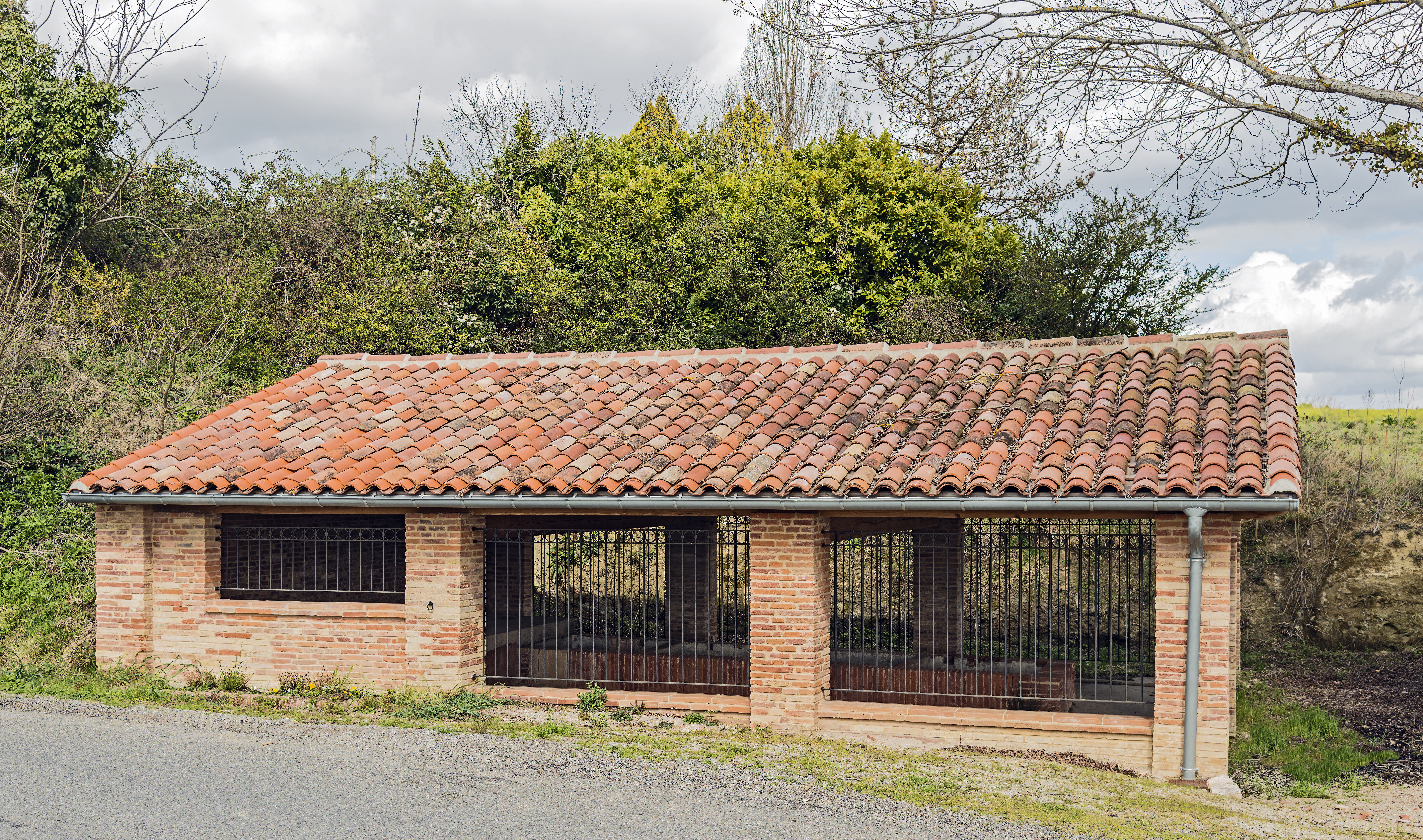
dom mycia